# 英语中th的发音
在英语中，th 字母组合是以两个不同音素组成的二合字母的典型代表：分为浊齿擦音 /ð/（如 this）和清齿擦音 /θ/（如 thing）。极少数情况下也可能为 /t/ 音（Thailand, Thames）或 /tθ/ (eighth)。在合成词中，th 也可能会作为辅音簇而非二合字母出现，如 lighthouse 中，th 发音为 /t.h/ 。    

## 综述
在标准英语中，与许多其他英语辅音的发音相比，齿擦音的发音有更少的变化。（清齿擦音和浊齿擦音）两者都是齿间发音，舌头贴靠在上齿龈后，舌尖略微探出或贴在上齿龈后部。这两个发音或许是自由变体，但对部分说话者而言，则是互补分布的。牙齿后齿龈的位置在用来发齿擦音和齿龈擦音（参见齿龈音） /s/ 或 /z/时，是非常相近的，这一点在 myths (/θs/) 或 clothes (/ðz/) 上均有体现。同时，根据所说内容的不同，其唇形也有所差异。发声时，声带向外送气，腭咽口闭合，气流从舌头表面和上齿龈的缝隙（齿间）或牙齿内侧（齿音）流出，有明显的阻塞感。
一般认为，/θ/ 和 /ð/ 两者的区别只是清音和浊音两者发音的差异，这一点对于以英语为母语的人来讲尤为突出。但这两个音位可以通过其他的语音差异来区分。如，发音器官用力的大小（参见强音与弱音-英文条目，注意：此处的弱音应与辅音弱化区别开来）强音 /θ/ 的发音较弱音 /ð/ 的发音要费力不少。此外，如果将手放在嘴前几厘米处并留意发音过程产生气流的强弱，发 /θ/ 音时的气流明显要强于 /ð/ 音（参见“送气音”）。

## 语音同化
和许多辅音一样，在某些语音环境下，以英语为母语的人会不自觉地受语音同化的影响，词汇的发音因而会产生变化。
在一个语音环境下，受齿擦音影响，与其相邻的齿龈塞音（参见齿龈音）语音同化现象——尤其是相关的发音部位和发音方法，就会变得有迹可循，特别是在语速较快的情况下——齿龈塞音会变为齿音，而齿擦音会变为塞音。由此，辅音的发音通常会较长（参见辅音延长），同时，这也是说话者用以区分某些单词的唯一方法。例如定冠词和不定冠词，比较："run the mile" [ˈɹʌn̪ n̪ə ˈmaɪl] 和 "run a mile" [ˈɹʌn ə ˈmaɪl]。
这是一些常见的例子：
- in the: /ɪn ðə/ → [ɪn̪ n̪ə]
- join the army: /ˈdʒɔɪn ði ˈɑːmi/ → [ˈdʒɔɪn̪ n̪i ˈɑːmi]
- read these: /riːd ðiːz/ → [ɹiːd̪ d̪iːz]
- right there: /raɪt ˈðɛə/ → [ɹaɪt̪ ˈt̪ɛə] ([ɹaɪʔ ˈðɛə]更为常见 ，其发音伴随着声门塞音)
- fail the test: /ˈfeɪl ðə ˈtɛst/ → [ˈfeɪl̪ l̪ə ˈtɛst]

另外，齿龈擦音可能变得更为接近齿音，如：
- this thing: /ðɪs θɪŋ/ → [ðɪs̪ θɪŋ] or [ðɪs̪ s̪ɪŋ]
- takes them: /teɪks ðəm/ → [teɪks̪ ðm̩] or [teɪks̪ s̪m̩]
- was this: /wɒz ðɪs/ → [wɒz̪ ðɪs]  or [wɒz̪ z̪ɪs]

/θ/ 和 /ð/ 也有被省略的情况，如：months [mʌns], clothes [kloʊz]；在语速较快的情况下，sixth 的读音可能会被发为 six。同理，如果是书面语，them 通常会被缩写为 em。有语言学家认为，'em 最开始是一个独立词汇，源自古英语的 hem，不过在现代英语中，变成了 them 的缩写。

## 方言里的th
在一些方言里，包括以英语为母语的人，以及有一定英语水平（Level 2, 参见维基百科:巴别）的非母语者，对于 /θ/ 和 /ð/ 发音各有特点。较为常见的有：以唇齿擦音（参见唇齿音）[f] 和 [v] 替换(即 th 前置)，以齿龈塞音 [t] 和 [d] 替换（即塞音化），以齿龈擦音 [s] 和 [z] 替换（即齿龈音化）。其中，在以英语为母语的人中，th 前置和塞音更为常见，而在第一语言为法语、德语或普通话的语言学习者中，齿龈音化更为常见。对于以 /θ/ 和 /ð/ 变体发音的讲话者，通常认为，与标准发音相比，就标志性而言，th 前置和塞音明显不如齿龈音化发音，对于后者，人们更容易错读。
第四种不太常见的替换是以 [h] 替换位于词首或两个元音间的 /θ/，这被称为非口腔化，常见于苏格兰英语中。

### 词首的 th
在像伦敦，一些英语方言区，包括非洲裔美国人白话英语，以及较为少见的新西兰英语，不少人将 /θ/ 和 /ð/ 错误理解为 [f] 和 [v]。这种发音流传相当广泛，一般被误以为是典型的考克尼口音（即伦敦口音）——尤其是在前后都是擦音，语速较快，需要便于发音的情况下（参见语音同化）。在20世纪初，这已经成为英国东南部河口英语的显著特征。有一个例子可以说明这种发音是脱胎于标准英语的新兴发音：a bovver boy is a thug, a "boy" who likes "bother" (fights)。上世纪60年代的摇滚天团，Joe Brown and his Bruvvers ，其歌曲 "Fings ain't wot they used t'be"就是当时考克尼喜剧的主打歌。无独有偶，来自新西兰最北端的人可能会说 Ta 来自“诺弗兰（Norfland）”。
需要注意的是，至少在考克尼口音中，以 /ð/ （与清音 /θ/ 相对）开头的单词发音不会是唇齿音。 恰恰相反，它的发音可能是 [ð, ð̞, d, l, ʔ] 中的任意一个，也可能不在此列。

## 音系学上的区别：
现代英语中，从音位学上讲，/θ/ 和 /ð/是彼此依存的，这可以从以下几组最小对立体略见端倪：thigh: thy, ether: either, teeth: teethe, sooth: soothe, mouth (n): mouth (v)。它们的音位不同（是人类语言中能够区别意义的最小声音单位），“th”均为同位异音（指的是一个音位可以表示多于一个音。又称为同位音、音位变体）。这可以和与其相应的唇齿擦音，有咝擦音，齿龈塞音的最小对立体区分开来，如：thought:  fought/sought/taught 和 then: Venn/Zen/den。
在英语中，绝大多数含 th 的词汇中其发音都包含 /θ/ 这个单位，几乎所有新造的词语都是如此。但由于功能词（即虚词，下同），尤其是 the 的大量使用，使得实际应用场景中 /ð/ 的发音也屡见不鲜。
根据日常经验，在多数情形下此规则都是有效的：th 位于词语的开头时，发 /θ/ 音（除了部分虚词）；th 位于词中时，除部分外来词汇，均发 /ð/ 音；th 位于词尾，除部分动词，均发 /θ/ 音。详细解释如下。

### th 位于词首时：
- 几乎所有的发音都是 /θ/ 音（注：dental fricative 在此处意为“齿擦音”即“用舌尖抵住牙齿的辅音擦音”，分为清齿擦音和浊齿擦音）；
- 在少部分常用的虚词中，开头 th 发 /ð/ 音，这其中包括（中古英语中的特殊现象，下文会提及）：
  - 1 个定冠词 the;
  - 4 个指示代词：this, that, these, those;
  - 2 个人称代词及其不同变体：thou, thee, thy, thine, thyself (你，你，你的，你的，你自己，均为古体或诗体); they(他们；她们；它们), them, their, theirs, themselves, they
  - 7 个副词和连词：there, then, than, thus, though, thence, thither（在美音中 thence 和 thither 可能会有 /θ/ 音）
  - 基于以上词汇组成的各种复合副词：therefore, thereupon, thereby, thereafter, thenceforth 等。
  - 少数词语词首中 th 发 t 音，如 Thomas，详见下文。

### th 位于词中时
- 在绝大多数英语原生词汇中，位于词中的 th 发 /ð/ 音：
  - 位于元音（包括日化元音）之间，后接一个重读音节 的 th：heathen, farthing, fathom, Worthington；以及常见的组合 -ther-：bother, brother, dither, either, farther, father, further, heather, lather, mother, northern, other, rather, smithereens, slither, southern, together, weather, whether, wither; Caruthers, Netherlands, Witherspoon。
  - 后跟 /r/：brethren。
- 少部分原生词汇中，词中的 th 发 /θ/ 音：
  - 形容词后缀为 -y 时，发 /θ/ 音：earthy, healthy, pithy, stealthy, wealthy，但 worthy 和 swarthy 发 /ð/ 音。动词词尾加 -ly 的屈折变化也属于此种情况（ /θ/）。 earthing /'ə:θiŋ/, frothed /frɒθ/, fourthly /ˈf ɔ: θlɪ/, monthly /'mʌnθlɪ/，bothy/'bɔθi/（茅屋，棚屋；源自 booth /bu:ð/）词尾的 -y；
  - 一些名词或动词的复数形式发 /θ/ 音，下文会有详细解释；
  - 在（注：这里应该指的是两个单词构成的）合成词里，以 th 结尾的第一个单词，或，以 th 开头的第二个单词中，th 均为独立存在，发 /θ/ 音：bathroom, Southampton; anything, everything, nothing, something；
  - 原生词汇中，brothel 和 Ethel 似乎是为数不多的 th 位于词中的词汇，发 /θ/ 音。
- 绝大多数外来词语，词中 th 发 /θ/ 音：
  - 引自希腊语 ：Agatha, anthem, atheist, Athens, athlete, cathedral, Catherine, Cathy, enthusiasm, ether, ethics, ethnic, lethal, lithium, mathematics, method, methyl, mythical, panther, pathetic, sympathy;
  - 引自拉丁语 ：author, authority (在拉丁语中发 /t/ 音；见下文). 以及一些改编自或直接来自拉丁语的姓氏：Bertha, Gothic, Hathaway, Othello, Parthian；
  - 引自凯尔特语（注：如下提及的威尔士语，盖尔语，均属凯尔特语族）：Arthur (威尔士语为 /ærθɨr/，发 /θ/ 音); 尽管盖尔语中没有 /θ/ 音，英语化后，Abernathy, Abernethy 中 th 均发 /θ/ 音；
  - 引自希伯来语：Ethan, Jonathan, Bethlehem, Bethany, Leviathan, Bethel；
  - 引自德语：受英语化影响的拼读发音，Luther。详见下文。
- 外来词汇中发 /ð/ 音的情况：
  - 含 -thm- 的引自希腊语的词汇：algorithm, logarithm, rhythm。例外：arithmetic /əˈrɪθmətɪk/。单词 asthma 可能的发音有 /ˈæzðmə/ 或 /ˈæsθmə/，但多数情况下 th 并不发音（/'æsmə/）。
- 少数单词词中 th 的发音可能为 /t/ 或 /th/(例如：lighthouse /'laɪthaʊs/)。详见下文。

### 词尾的 th：
- 名词和形容词：
  - 以齿擦音结尾的名词和形容词，通常发 /θ/ 音：bath, breath, cloth, froth, health, hearth, loath, mouth, sheath, sooth, tooth/teeth, width, wreath；
  - 例外：以 -the 结尾的词，发 /ð/ 音。如：tithe, lathe, lithe；
  - blithe 中，th 有  /ð/ 和 /θ/ 两种发音； 单词 booth 中的 th 在英音中发 /ð/ 音，美音中发 /θ/ 音。
- 动词：
  - 以齿擦音结尾的动词通常发 /ð/ 音，经常以 -the 形式出现：bathe, breathe, clothe, loathe, scathe, scythe, seethe, sheathe, soothe, teethe, tithe, wreathe, writhe. 以 -th 结尾，含不发音的 e, 如 mouth(v.), nevertheless, th 发 /ð/ 音;
  - froth （n. 泡沫，泡；口沫；vi. 吐白沫；起泡沫；vt. 使生泡沫）无论是作为名词或动词，结尾 th 均发 /θ/ 音；
  - 以 -s, -ing, -ed 结尾的动词，词干中的词尾若含有 th，则不改变其发音：bathe 中，th 发 /ð/ 音，bathed, bathing, bathes 也是同理；frothing 中 th 发 /θ/ 音。同样的还有 clothing 作名词，以及 scathing 作形容词时，两者 th 均发 /ð/ 音；
  - 以 -eth 结尾的古体词，th 发  /θ/ 音。
- 其它：
  - 包含 with 的单词 / 合成词中，/θ/ 音和 /ð/ 音兼而有之：within, without, outwith, withdraw, withhold, withstand, wherewithal 等。

### （名词或动词的）复数形式：
- 以 -th 结尾的单词，若其复数形式为后加 -s, 则发音可能是 /ðz/ 或 /θs/：
  - 一些以 -ths 结尾的复数名词，如果 th 前有元音，则发 /ðz/ 音 --尽管在它们的单数形式中，th 发 /θ/ 音；但也有例外，baths, mouths, oaths, paths, sheaths, truths, wreaths, youths 中的 -ths 为 /θs/ 音。此外应当注意，clothes 的的几种发音各有不同，英音 /kləʊðz/ 或 /kləʊz/，美音 /kloðz/。
  - 其它情况均为 /θs/：azimuths, breaths, cloths, deaths, faiths, Goths, growths, mammoths, moths, myths, smiths, sloths, zeniths 等。这其中包括了所有 -th 前有一个辅音字母的情况(earths, hearths, lengths, months /mʌnθs/, widths 等), 所有的数词（无论 th 前是元音还是辅音）fourths, fifths, sixths, sevenths, eighths /eɪtθs/, twelfths, fifteenths, twentieths, hundredths /hʌndrədθs/, thousandths；
  - 在英格兰有许多人会将 booth 的单数形式中的 th 音发为 /ð/，复数形式的音为 /ðz/；在美式英语中，booth 单数形式中的 th 音发为/θ/，复数形式的发音为 /θs/ 或 /ðz/，这种发音同样也在苏格兰地区流行。

### 语法规则上的交替演进：
在成对的相关联的词语中，存在着 /θ/和 /ð/ 语音变异的现象，这种现象被称为辅音变化。通常情况下，名词的单数形式发 /θ/ 音，与该词相对应的复数形式，和它的动词形式均发 /ð/ 音：cloth /θ/, clothes /ð/, to clothe /ð/。这与 /s/-/z/ 或 /f/-/v/ 的语音变异类似：house, houses 和 wolf, wolves。可以追朔到古英语中的同位异音变体（见下文），在一个单词的基本形式中，/þ/ 在词尾时可能为清音，但如果有与该词相关的单词变体（指数，性，格等变化）时，若 /þ/ 位于词中，则发浊音。无屈折变化则为浊辅音。不发音的 e 通常作为旧式屈折变化的残余部分出现，这也被认为是同时期语音浊音化（注：参见辅音弱化条目）的标志。

### 地域上的发音差异
上述讨论都是围绕英国语音学家丹尼尔·琼斯编纂的标准英国英语的权威之作，英语发音词典，以及美国英语的权威力作，韦氏新世界词典进行的。两者（美音与英音）“th”的发音区别并不大。关于发音的地域性差异，包括以下内容：
- （注：此段可结合语音同化条目理解）with 中 th 的发音在英国南北部各有不同：在北部人们发 /θ/ 音（即 th 原本的发音）；在南部则是 /ð/ 音——尽管有时有些英国南部的人会将清辅音前的 th 发为 /θ/ 音，浊辅音前的 th 为 /ð/。1993年，一项对美式英语使用者的邮政投票调查结果显示，其中84%的被调查者发 /θ/ 音，16% 的调查者发 /ð/ 音(Shitara 1993)。（由此推测，受连音影响，/ð/应该是/θ/的变体音。）